# Harold Frederic

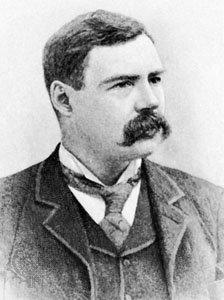
Harold Frederic

Harold Frederic (* 19. August 1856 in Utica, N.Y.; † 19. Oktober 1898 in Surrey, England) war ein amerikanischer Schriftsteller und Journalist. Er zog 1884 nach England, um als Londoner Korrespondent der New York Times tätig zu werden. 1898 wurde er in das National Institute of Arts and Letters gewählt.

## Werke (Auswahl)
- In the Valley, a story of 1777 (1890)
- The Copperhead and Other Stories of the North During the American War (1894); 2013 in Copperhead filmisch adaptiert[3]
- March Hares (1896)
- Illumination (UK)/The Damnation of Theron Ware (US) (1896)
- Gloria Mundi (1898)
- The market-place (postum 1899), E-Book bei NetLibrary